# 下顎第一小臼歯
下顎第一小臼歯（かがくだいいちしょうきゅうし、英語: mandibular first premolar）は下顎犬歯の遠心にある歯。
近心側隣接歯：下顎犬歯
遠心側隣接歯：下顎第二小臼歯
対合歯：上顎犬歯と上顎第一小臼歯

## 概要
この歯の機能は、咀嚼において食物を引き裂くことであり、犬歯の機能と類似している。二咬頭を持ち、頬側が大きく鋭い。舌側咬頭は小さく、非機能咬頭であるので、小さな犬歯のようでもある。
生後1.5年～3年の頃に石灰化を開始し、歯冠の完成は5～6歳頃、10～12歳で口腔に萌出し、12～13歳頃に歯根が完成する。
日本では一般的に、左側第一小臼歯を左下4番（表記は┌の中に4を入れた物）、右側第一小臼歯を右下4番（表記は┐の中に4を入れた物）と呼ぶが、この他、左側を21、右側を28とする表記法や、左側を34、右側を44とする表記法も国際的に知られる。

## 抜歯
第一小臼歯は矯正治療の為に便宜抜歯というかたちで抜歯される事が多い。これはこの歯が大臼歯よりも小さく咀嚼に影響が少なく、また歯列の中央に位置しているため他の歯を動かしやすいという理由である。
しかし近年一部の専門家の間で、上顎下顎第一小臼歯は顎関節や、また睡眠時の歯軋りから顎を守ったり、下顎の固定をしている非常に重要な歯だという意見が上がっている。抜いた場合には将来的に顎関節症を併発したり、未知数の悪影響（オトガイ神経麻痺など）が起こるという説がある。